# 앤드루 니콜
앤드루 니콜(영어: Andrew Niccol, 1964년 6월 10일 ~ )은 뉴질랜드의 영화 감독, 영화 각본가, 영화 프로듀서이다. 배우 레이철 로버츠의 남편이다. 트루먼 쇼의 각본을 썼다.

## 작품 목록
| 1997 | 가타카         | 예     | 예     | 예     |  |
| 1998 | 트루먼 쇼      | 아니요 | 예     | 예     |  |
| 2002 | 시몬           | 예     | 예     | 예     |  |
| 2004 | 터미널         | 아니요 | 스토리 | 총괄   |  |
| 2005 | 로드 오브 워   | 예     | 예     | 예     |  |
| 2011 | 인 타임        | 예     | 예     | 예     |  |
| 2013 | 호스트         | 예     | 예     | 아니요 |  |
| 2014 | 드론전쟁: 굿킬 | 예     | 예     | 예     |  |
| 2018 | 아논           | 예     | 예     | 예     |  |
| 미정 | Monopoly       | 아니요 | 예     | 아니요 |  |